# Jusuf El Khazen z Ajaltoun
Jusuf El Khazen z Ajaltoun (ur. prawdopodobnie w 1791, zm. 3 listopada 1854) – duchowny katolicki kościoła maronickiego, w latach 1845–1854 69. patriarcha tego kościoła - "maronicki patriarcha Antiochii i całego Wschodu".